# Téléchargement
Pour les articles homonymes, voir Téléchargement (homonymie) et Download.
En informatique, le téléchargement est l'opération de transmission d'informations (logiciels, données, images, sons, vidéos) d'un ordinateur à un autre via un canal de transmission, généralement Internet ou un intranet. En télécommunications lors d'échanges entre serveur et client, on distingue le téléchargement du téléversement : le premier désigne un transfert du serveur vers le client tandis que le second est du client vers le serveur.
On distingue différentes formes de téléchargements : le téléchargement direct qui aboutit au stockage d'un fichier ; la lecture en continu, (anglais : streaming) (dans ce cas, le stockage du fichier est provisoire et n’apparaît pas sur le disque dur du destinataire) ; le pair-à-pair, qui est un échange de données entre ordinateurs qui ont un double rôle de clients et de serveurs ; la navigation sur le Web qui stocke temporairement ou non les fichiers distants (pages web et contenu multimédia) pour les afficher.
Le téléchargement peut être payant et soumis à des réglementations diverses. Il permet un échange de données licites ou illicites, en fonction du contenu téléchargé, et des pays d'origine et de destination de l'information ; les usages illicites font partie de ce que l'on appelle cybercriminalité. L'utilisation d'un fichier téléchargé (notamment une œuvre pouvant subir une atteinte au droit d’auteur) peut être contrôlée par une gestion numérique des droits (DRM).

## Histoire
Le téléchargement en tant que transfert de données est aussi ancien que les premiers réseaux informatiques, puisque constituant son principe.
Le transfert de fichier par FTP (RFC 114) date d'avril 1971.
Le partage illicite massif d'œuvres culturelles ne s'est développé que bien plus tard, avec le haut débit et les formats de musique compressée. Ceci a conduit au développement d'offres commerciales rétribuant certains des ayants droit.

## Vocabulaire utilisé

Un utilisateur (le client) se connecte à un serveur via internet. Il peut alors télécharger les fichiers du serveur ou téléverser ses fichiers sur le serveur.

Le transfert des données peut se faire dans deux sens : soit l'utilisateur charge quelque chose depuis un ordinateur distant, soit l'utilisateur charge quelque chose vers un ordinateur distant ; la langue anglaise distingue ces deux possibilités en utilisant respectivement les mots download et upload ; en français par contre, l'usage est plus hésitant, car le mot « téléchargement » désigne un chargement fait à distance, quel que soit le sens de l'opération.
En langue française, on utilisera donc :
| Cas                                                                                      | Origine              | Nom                                                       | Verbe                                      |
| ---------------------------------------------------------------------------------------- | -------------------- | --------------------------------------------------------- | ------------------------------------------ |
| Quand l’utilisateur charge quelque chose depuis un ordinateur distant, reçoit un fichier | langue française     | téléchargement                                            | télécharger                                |
| Quand l’utilisateur charge quelque chose depuis un ordinateur distant, reçoit un fichier | emprunts à l’anglais | download                                                  | downloader (hybride)                       |
| Quand l’utilisateur charge quelque chose depuis un ordinateur distant, reçoit un fichier | périphrases          | téléchargement descendant, vers l’aval, depuis le serveur | télécharger vers l’aval, depuis le serveur |
| Quand l’utilisateur charge quelque chose vers un ordinateur distant, envoie un fichier   | langue française     | téléversement                                             | téléverser                                 |
| Quand l’utilisateur charge quelque chose vers un ordinateur distant, envoie un fichier   | emprunts à l’anglais | upload                                                    | uploader (hybride)                         |
| Quand l’utilisateur charge quelque chose vers un ordinateur distant, envoie un fichier   | périphrases          | téléchargement montant, vers l’amont, vers le serveur     | télécharger vers l’amont, vers le serveur  |

D'autres propositions, d'un usage plus restreint, sont indiquées dans le tableau suivant.
| Contexte d'usage des termes | Mot indiquant une « réception depuis » un ordinateur distant | Mot indiquant un « envoi vers » un ordinateur distant |
| --------------------------- | ------------------------------------------------------------ | ----------------------------------------------------- |
| Utilisé au Québec           | Téléchargement                                               | Téléversement                                         |
| Automatique                 | Télécharger                                                  | Charger                                               |
| Réseaux intelligents        | Télépose et télédépose                                       | Téléchargement                                        |
| Monétique                   | Télécollecte                                                 | Télédiffusion et télédistribution                     |
| Autres propositions         | Rapatriement                                                 | Dépose ou placement                                   |

Le vocabulaire utilisé dépend donc du contexte et du point de vue de celui qui parle. Par exemple :
- dans une architecture dite client-serveur, où le « client » est celui qui prend l'initiative de la communication et le « serveur » est celui qui attend les requêtes (des clients), on parle parfois de téléchargement vers un client lorsque l'on se trouve sur le serveur ;
- dans une architecture dite pair-à-pair (aussi dite poste-à-poste), dans laquelle les rôles de client et de serveur sont confondus, chaque pair télécharge des données mises à disposition par un autre pair ; par contre, un pair ne peut en aucun cas téléverser des fichiers chez un autre pair.

## Techniques utilisées

Exemple d'icône indiquant qu'un fichier peut être enregistré, voire téléchargé, sur l'ordinateur de l'utilisateur.

Les logiciels de téléchargement masquent généralement la localisation des fichiers et les voies de communication utilisées lors du téléchargement ; autrement dit, un utilisateur qui télécharge ou téléverse un fichier ignore généralement où est localisé le serveur cible, par où passent les données, et comment ces données sont acheminées (il est cependant assez facile de le savoir : utilisation de l'adresse IP de la machine qui se connecte, horodatage de la connexion, route suivie par les données, etc.).
Les supports de transmission peuvent être :
- Des courants électriques dans des matériaux conducteurs (cuivre généralement) : réseaux Ethernet câblés, réseau téléphonique commuté, l'ADSL ou le réseau numérique à intégration de services (RNIS), courant porteur en ligne.
- Des ondes électromagnétiques en espace libre : ondes radio (Bluetooth, Wi-Fi, radiotéléphonie), transmission infrarouge.
- Des ondes guidées : le plastique ou le verre (fibre optique) transmettent la lumière dans la dorsale Internet.

La vitesse de téléchargement, qui se mesure en octets par seconde et par leur multiples Kilo, Mega, Giga, et peut varier en fonction de plusieurs critères, comme la qualité de la connexion internet, la mémoire vive de l'ordinateur, ou le nombre de téléchargements parallèles.

## Usages

### Documents officiels
Des documents officiels peuvent être légalement et gratuitement téléchargés depuis des sites administratifs ou gouvernementaux ; l'internaute a ainsi accès à des statistiques, des publications, des décisions administratives, des journaux officiels, ou des décisions judiciaires.

### Logiciels
Le téléchargement de logiciels est important, notamment pour les logiciels gratuits. Par exemple, les statistiques tenues depuis février 2005 estiment que le logiciel VLC media player a été téléchargé plus d'un milliard de fois.

### Œuvres culturelles
Le téléchargement d'œuvres culturelles (films, musiques, livres numériques) peut se faire depuis des magasins de musique en ligne ; des catalogues de musique libre ; des sites de vidéo à la demande ; des sites de commerce électronique ; des réseaux P2P ; des sites d'hébergement de fichiers.
Le téléchargement d'œuvres culturelles se fait souvent de manière illicite sans respect du droit patrimonial notamment sur les réseaux pair-à-pair (P2P) et sur les sites d'hébergement de fichiers grâce à l'intermédiaire des sites de warez. Beaucoup de gouvernements ont mis en place des lois pour limiter le téléchargement illicite d'œuvres artistiques, comme la loi Hadopi, en France.
L'Union européenne a préparé une directive pour harmoniser le téléchargement commercial en Europe.

### Données
Plusieurs sites internet proposent le téléchargement de données GPS, ou de fichiers CAO.